# Ваноск
Вано́ск (фр. Vanosc, окс. Vanòsc) — коммуна во Франции, находится в регионе Рона — Альпы. Департамент коммуны — Ардеш. Входит в состав кантона Южный Анноне. Округ коммуны — Турнон-сюр-Рон.
Код INSEE коммуны — 07333.
Коммуна расположена приблизительно в 440 км к югу от Парижа, в 65 км южнее Лиона, в 55 км к северу от Прива, в солнечной долине у подножия пика Ла-Шарус рядом с природным парком Пила.

## Население
Население коммуны на 2008 год составляло 873 человека.
| 1962 | 1968 | 1975 | 1982 | 1990 | 1999 | 2008 |
| ---- | ---- | ---- | ---- | ---- | ---- | ---- |
| 730  | 883  | 785  | 805  | 750  | 767  | 873  |

## Экономика

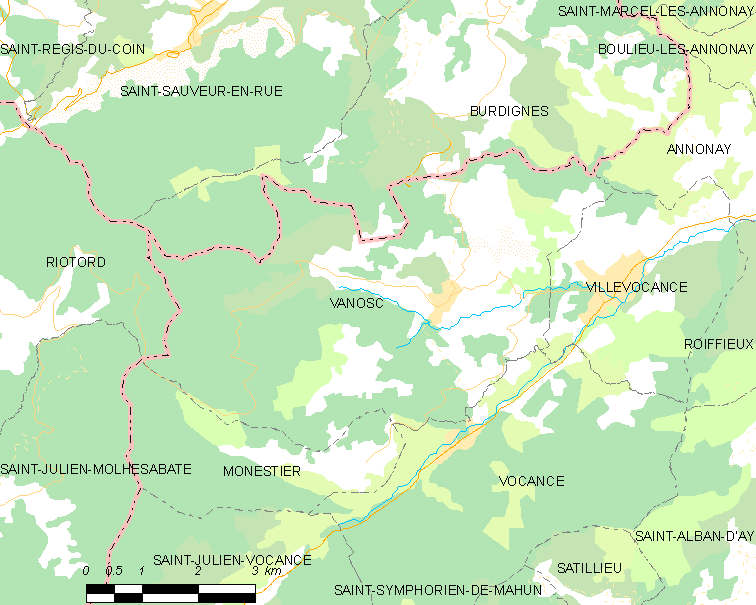
Карта коммуны

В 2007 году среди 535 человек в трудоспособном возрасте (15—64 лет) 398 были экономически активными, 137 — неактивными (показатель активности — 74,4 %, в 1999 году было 71,0 %). Из 398 активных работали 370 человек (210 мужчин и 160 женщин), безработных было 28 (13 мужчин и 15 женщин). Среди 137 неактивных 39 человек были учениками или студентами, 58 — пенсионерами, 40 были неактивными по другим причинам.

## Достопримечательности
- Церковь XIX века.
- Часовня Сен-Низье XVII века.
- Замок Ривуар, перестроен в XVIII веке. Исторический памятник с 2001 года.[3]
- Замок Жерланд XIX века.
- Гигантская секвойя (окружность ствола — 8,50 м, высота — 40 м).